# Abu Dżabra
Abu Dżabra – miasto w Sudanie; w stanie Darfur Wschodni; liczy poniżej 1000 mieszkańców.